# Symphodus melanocercus
Symphodus melanocercus е вид лъчеперка от семейство Labridae.

## Разпространение
Видът е разпространен в Албания, Алжир, Гибралтар, Гърция (Егейски острови и Крит), Египет, Испания (Балеарски острови и Северно Африкански територии на Испания), Италия (Сардиния и Сицилия), Либия, Малта, Мароко, Монако, Тунис, Турция и Франция (Корсика).